# Vasílis Torosídis
Vasíleios "Vasílis" Torosídis (en grec : Βασίλης Τοροσίδης) est un footballeur international grec né le 10 juin 1985 à Xanthi. Il évoluait au poste de défenseur.

## Biographie
Après 4 saisons et demie au Skoda Xanthi, il est transféré à l'Olympiakos en janvier 2007.
Vasílis fait ses débuts avec la sélection grec pendant les qualifications pour l'Euro 2008 contre la Turquie et devient titulaire indiscutable sur le côté gauche de l'équipe nationale après la retraite de Tákis Fýssas.
Après les qualifications, Vasílis est retenu pour participer à l'Euro 2008 par Otto Rehhagel. Il marque son premier but international pendant les qualifications pour la Coupe du monde 2010 contre le Luxembourg. Vasilis Torosidis est considéré comme l'un des meilleurs joueurs grecs de cette dernière génération. En 2008 beaucoup d'équipes comme Marseille, Juventus, Rangers, Bayern de Munich, Celtic s'intéressaient à son profil.
Le 17 juin 2010, il donne la première victoire à l'équipe nationale grecque en Coupe du monde de la FIFA, en marquant contre le Nigeria.
Le 22 janvier 2013, il signe un contrat de 5 ans et demi en faveur du club italien l'AS Rome. Le montant du transfert est évalué à 2,5 M€. Le 26 février 2015, il délivre 2 passes décisives face au Feyenoord Rotterdam en 16es de finale retour de Ligue Europa (score final retour 2-1, aller 1-1), permettant la qualification du club romain au tour suivant.
Le 13 septembre 2020, il annonce sa retraite, après la finale de la Coupe de Grèce de football qu'il remporte 1-0 contre l' AEK Athènes. Pour ce dernier match, il porte le brassard de capitaine. Il devient ensuite directeur technique à l'Olympiakos Le Pirée

## Statistiques
| Saison                | Club                  | Championnat           | Championnat | Championnat | Coupe(s) nationale(s) | Coupe(s) nationale(s) | Compétition(s) continentale(s) | Compétition(s) continentale(s) | Compétition(s) continentale(s) | Grèce | Grèce | Total | Total |
| Saison                | Club                  | Division              | M.          | B.          | M.                    | B.                    | Comp.                          | M.                             | B.                             | M.    | B.    | M.    | B.    |
| 2002-2003             | Skoda Xanthi          | Superleague           | 4           | 0           | -                     | -                     | -                              | -                              | -                              | -     | -     | 4     | 0     |
| 2003-2004             | Skoda Xanthi          | Superleague           | 16          | 0           | 1                     | 0                     | -                              | -                              | -                              | -     | -     | 17    | 0     |
| 2004-2005             | Skoda Xanthi          | Superleague           | 20          | 0           | 2                     | 1                     | -                              | -                              | -                              | -     | -     | 22    | 1     |
| 2005-2006             | Skoda Xanthi          | Superleague           | 24          | 2           | 1                     | 0                     | C3                             | 2                              | 0                              | -     | -     | 27    | 2     |
| 2006-2007             | Skoda Xanthi          | Superleague           | 12          | 1           | 1                     | 0                     | C3                             | 1                              | 0                              | -     | -     | 14    | 1     |
| Sous-total            | Sous-total            | Sous-total            | 76          | 3           | 5                     | 1                     | -                              | 3                              | 0                              | -     | -     | 84    | 4     |
| 2006-2007             | Olympiakos Le Pirée   | Superleague           | 11          | 1           | 2                     | 0                     | -                              | -                              | -                              | 4     | 0     | 17    | 1     |
| 2007-2008             | Olympiakos Le Pirée   | Superleague           | 26          | 1           | 3                     | 1                     | C1                             | 7                              | 0                              | 11    | 0     | 47    | 2     |
| 2008-2009             | Olympiakos Le Pirée   | Superleague           | 19          | 2           | 6                     | 0                     | C1+C3                          | 2+7                            | 0+2                            | 8     | 1     | 42    | 5     |
| 2009-2010             | Olympiakos Le Pirée   | Superleague           | 24          | 4           | -                     | -                     | C1                             | 4                              | 1                              | 6     | 2     | 34    | 7     |
| 2010-2011             | Olympiakos Le Pirée   | Superleague           | 20          | 3           | 2                     | 0                     | C3                             | 1                              | 0                              | 8     | 2     | 31    | 5     |
| 2011-2012             | Olympiakos Le Pirée   | Superleague           | 22          | 0           | 4                     | 0                     | C1+C3                          | 4+4                            | 0+0                            | 10    | 1     | 44    | 1     |
| 2012-2013             | Olympiakos Le Pirée   | Superleague           | 12          | 1           | -                     | -                     | C1                             | 5                              | 1                              | 6     | 1     | 23    | 3     |
| Sous-total            | Sous-total            | Sous-total            | 134         | 12          | 17                    | 1                     | -                              | 34                             | 4                              | 53    | 7     | 238   | 24    |
| 2012-2013             | AS Rome               | Serie A               | 11          | 1           | 1                     | 1                     | -                              | -                              | -                              | 3     | 0     | 15    | 2     |
| 2013-2014             | AS Rome               | Serie A               | 18          | 1           | 4                     | 1                     | -                              | -                              | -                              | 13    | 0     | 35    | 2     |
| 2014-2015             | AS Rome               | Serie A               | 20          | 2           | -                     | -                     | C1+C3                          | 4+4                            | 0+0                            | 8     | 0     | 36    | 2     |
| 2015-2016             | AS Rome               | Serie A               | 11          | 0           | -                     | -                     | C1                             | 4                              | 1                              | 6     | 0     | 21    | 1     |
| Sous-total            | Sous-total            | Sous-total            | 60          | 4           | 5                     | 2                     | -                              | 12                             | 1                              | 30    | 0     | 107   | 7     |
| 2016-2017             | Bologne FC            | Serie A               | 28          | 1           | -                     | -                     | -                              | -                              | -                              | 8     | 2     | 36    | 3     |
| 2017-2018             | Bologne FC            | Serie A               | 16          | 0           | 1                     | 0                     | -                              | -                              | -                              | 5     | 1     | 22    | 1     |
| Sous-total            | Sous-total            | Sous-total            | 44          | 1           | 1                     | 0                     | -                              | -                              | -                              | 13    | 3     | 58    | 4     |
| 2018-2019             | Olympiakos Le Pirée   | Superleague           | 13          | 0           | 3                     | 1                     | C3                             | 9                              | 2                              | 4     | 0     | 29    | 3     |
| 2019-2020             | Olympiakos Le Pirée   | Superleague           | 6           | 0           | 1                     | 0                     | C1+C3                          | 2+0                            | 0+0                            | 1     | 0     | 10    | 0     |
| Sous-total            | Sous-total            | Sous-total            | 19          | 0           | 4                     | 1                     | -                              | 11                             | 2                              | 5     | 0     | 39    | 3     |
| Total sur la carrière | Total sur la carrière | Total sur la carrière | 333         | 20          | 32                    | 5                     | -                              | 60                             | 7                              | 101   | 10    | 526   | 42    |

## Palmarès
- Olympiakos
  - Championnat de Grèce :
    - Champion : 2007, 2008, 2009, 2011, 2012 et 2020

  - Coupe de Grèce :
    - Vainqueur : 2008, 2009, 2012 et 2020

  - Supercoupe de Grèce :
    - Vainqueur : 2007